# Balanetta amydrozona
Balanetta amydrozona là một loài ốc biển, là động vật thân mềm chân bụng sống ở biển trong họ Marginellidae, họ ốc mép.

## Phân bố
Chúng phân bố ở Vịnh Oman và ở Ấn Độ Dương dọc theo Madagascar.